# La mirada del otro: Escenarios para la diferencia
La mirada del otro: Escenarios para la diferencia es una representación nueva de algunas obras en el Museo Nacional de Prado en Madrid, España. La exhibición presenta un conjunto de 30 pinturas, esculturas, y dibujos de una variedad de artistas, incluso Caravaggio, Francisco de Goya, y Rosa Bonheur. Explora “la realidad histórica de las relaciones sentimentales entre personas del mismo sexo y de las identidades sexuales no normativas” a través del arte. Todas las obras permanecen en la colección del Museo. Sin embargo, la exhibición es organizada en conjunto con la celebración del WorldPride Madrid 2017. Otros museos, incluso la Tate Britain y el Thyssen, también tienen exhibiciones para celebrar el orgullo gay. La mirada del otro está disponible desde el 14 de junio de 2017 hasta el 10 de septiembre de 2017. 

## Recorridos
La mirada del otro anima a los espectadores observar con una perspectiva nueva y considerar testimonios de tanto la minoría como voces silenciadas. Cada recorrido demuestra la manera de que el amor en el arte era naturalmente abierto en algunos cases y, a veces, escondido.
Amistades inmortales
Amistades inmortales examina a las relaciones sentimentales y políticos entre personas del mismo sexo. A lo largo de los siglos, las relaciones así eran representadas míticamente, y por lo tanto funcionaba como si fuera un “punto de partida para la creación de una identidad alternativa autorizada por la Historia.”
Perseguir los deseos
Por otro lado, Perseguir los deseos habla de la discriminación y critica que sufrían los artistas por su identidad personal o el contenido de sus obras. A causa de estos prejuicios, algunos artistas estuvieron sometidos a juicios mientras que otros atestiguaron contra ellos.
Engañosas apariencias
Engañosas apariencias aborda el cuerpo y la manera de que ellos son parecidos. A lo largo de este recorrido, los cuerpos presentados desobedecen lo normal.
Amar como los dioses
Amar como los dioses, el último recorrido, es una serie de obras míticas que presentan escenarios “ajenos al mundo real.” Eran previstas por una audiencia de clase alta, porque solo “la mirada de poder” podían contemplar y entender los dioses y todo “lo que estaba prohibido a los mortales.”

## Arte Destacado

### Amistades inmortales

#### Antinoo– Taller romano
Antinoo es un busto de mármol blanco de Carrara. Entallado en 131-132 A.D., la obra era encargada por el emperador Adriano para divinizar su amigo muerto, Antínoo. El busto combina características del hombre con las ideales, como los dioses. Con “la cabeza inclinada,” Antinoo expresa un sentimiento melancólico. La obra es una representación de la amistad entre los dos hombres, y destaca a la manera de que Adriano miraba a Antínoo.

#### Adriano– Taller romano
Hecho en el año 134, Adriano es de mármol blanco. En una manera similar que Antinoo, Adriano tiene características ideales que presenta la “alusión a un carácter heroico o divino” y destaca a sus valor.

#### Orestes y Pílades– Escuela de Pasiteles
Hecho de mármol blanco de Carrara en el año 10 a. C., Orestes y Pílades presenta los dos hombres desnudos de los mismos nombres, ofreciendo un sacrificio. Orestes y Pílades son un gran símbolo de la amistad legendaria y la fraternidad. En la literatura griega, su amistad a veces tiene aspectos románticos o homoeróticos. 

#### Aristogitón– Taller romano
Aristogitón fue hecho de mármol blanco en la final parte del siglo I. Presenta el noble Aristogitón, que con Harmonio, asesinó al Hiparco, un tirano de Atenas. Esta acción causa el desarrollo de la primera democracia ateniense, y por lo tanto, un monumento en bronce fue construido en su honor. El monumento funciona como un modelo para otras obras, incluso esta estatua. 

#### Safo– Anónimo delsigloXVI
Esta obra de mármol presenta Safo, una poeta que vivía en Lesbos, una isla griega. Safo, que tenía relaciones amorosas con sus compañeras de la Lesbos, las describía en la literatura. Sus acciones formó la etimología de la palabra lesbiana. A causa de sus preferencias sexuales y éxito literaria, Safo empezaba a normalizar la homosexualidad y funcionaba como una proto-feminista.

#### La siesta– Lawrence Alma-Tadema
La siesta, también llamado Escena pompeyana, es un óleo sobre lienzo de Lawrence Alma-Tadema. Presenta un viejo y un joven recostados en el segundo plano. Los dos están disfrutando la música que toca la mujer en el primer plano. Tadema crea un escenario intimo alrededor de dos hombres y permite a sus espectadores observarlo.

### Perseguir los deseos

#### Tres escenas de la historia de Nastagio degli Onesti– Sandro Botticelli
Tres escenas de la historia de Nastagio degli Onesti, hecho de una variedad de técnicas en el año 1483, consiste de cuatro tablas, tres de los cuales están en el Prado. Las tablas ilustran la “Historia de Nastagio degli Onesti,” la octava novel de la quinta jornada del  Decamerón de Boccaccio. En la historia, el protagonista, Nastagio, se fue de Rávena después de que una mujer le rechazó. Según los historiadores de arte, es evidente que los asistentes de Botticelli, Bartolomeo di Giovanni y Jacopo del Sellaio, le ayudaron en el desarrollo de la obra.
En la primera tabla, Nastagio encuentra una mujer, atacada por mastines, y un jinete. La muerte de la mujer es un castigo por su incapacidad de amar al jinete durante la vida de él, y su indiferencia después del suicidio de él. Ella es condenada a morir por algunos años.
En la segunda tabla, el jinete persigue a la mujer y comienza a matarle mientras que Nastagio huye de la escena trágica. Botticelli pintó los personajes dos veces en planos separados, para demostrar las acciones diferentes en la escena y la repetición del castigo. En la historia, Nastagio invite a su amor a cenar y mirar a la escena fatal.
La tercera tabla presenta al banquete de Nastagio y las reacciones de los invitados a la escena. En el fondo, hay los escudos de armas de las familias de Giannozzo Pucci y Lucrezia Bini; las tablas fue encargadas para su matrimonio. 
El artista Botticelli era un italiano que eran perseguido por su “condición:” él era un homosexual, y tenía relaciones con sus asistentes. Desafortunadamente, Botticelli era un víctima, y sufría los estigmas homosexuales.

#### La Gioconda– Anónimo de Taller de Leonardo da Vinci
Esa réplica de La Gioconda es un óleo sobre tabla de madera de nogal. Es probable que Salaí o Francesco Melzi lo pintara entre los años 1503 y 1519. Aunque las proporciones de esa obra son iguales como las de original, los materiales de la réplica son de mejor calidad de los del original. Además, ya que la réplica tiene las mismas correcciones subyacentes que el original, es evidente que los dos fueron hecho al mismo tiempo.

#### Venus– Baccio Bandinelli
Venus, hecho de bronce entre los años 1530 y 1534, fue un regalo para Carlos V. La "bellissima Venere" de Baccio Bandinelli fue fabricada de un molde. Bandinelli esculpió la cabeza por su propio diseño, y los brazos fue añadido dos siglos después.
A diferencia de Botticelli, Bandinelli era un acusador. Durante su vida, él acusaba a otros artistas de la homosexualidad. Era posible que él tuviera prejuicios homosexuales, sin embargo, también era probable que Bandinelli tuviera motivos egoístas también. Algunos artistas acusatorios durante esta época tenían celos artísticos: la idea de que si un artista había condenado por crímenes homosexuales, otros artistas habrían aprovechado de su fama. De esa forma, las condenas funcionaban como una manera de eliminar la competición.

#### David con la cabeza de Goliat– Caravaggio
Un óleo sobre lienzo, David con la cabeza de Goliat (también, David vencedor de Goliat), presenta Samuel I.17 de la Biblia, en lo que David, un pastor joven, le mata y decapita al gigante Goliat. Sin embargo, David está atando a la cabeza en la obra, que la Biblia no textualmente describe. Es posible que interprete esa decisión como “una muestra más de la originalidad de Caravaggio y de su independencia.” 
Caravaggio, el artista de esta obra, era un homosexual, y muchas de sus obras tienen aspectos homoeróticos. A lo largo de su vida, Caravaggio experimentaba varias dificultades. Un gran número de historiadores atribuyen el tono y los colores oscuros de sus cuadros a sus propias experiencias.

#### San Sebastián– Guido Reni
San Sebastián es un óleo sobre lienzo hecho entre 1617 y 1619. Presenta él militar romano del mismo nombre, que hoy en día es conocido como un mártir. Ya que defendió su religión/fe, fue “condenado a morir asaeteado.”
Reni, como otros artistas de la exhibición, también era un artista “queer,” aunque no sufrían los perjuicios homosexuales. Su sexualidad es evidente en algunas obras, que tienen aspectos homoeróticos. 

#### Hipómenes y Atalanta– Guido Reni
Un óleo sobre lienzo hecho entre 1618 y 1619, Hipómenes y Atalanta fue inspirado por Metamorfosis por Ovidio. Reni representa la carrera de matrimonio de Atalanta. En el cuadro, Hipómenes está tirando las manzanas de oro para distraer a Atalanta y ganar la carrera. Sin embargo, Hipómenes tiene su brazo extendido; por eso, la obra parece que él está rechazando a Atalanta. Las posiciones de los sujetos contradicen los papeles de género. Según la norma, usualmente es la mujer que está rechazando al hombre. 

#### Asamblea de los dioses ordena a Apolo que conduzca el carro del Día– Cornelis Corneliz van Haarlem
Júpiter y los demás dioses urgen a Apolo a retomar las riendas del carro del Día de Corneliz van Haarlem es un óleo sobre tabla hecho en 1594. Apolo está en el centro de la obra, rodeado por Júpiter y otros dioses de la asamblea. 

### Engañosas apariencias

#### Brígida del Río, la barbuda de Peñaranda– Juan Sánchez Cotán
Juan Sánchez Cotán pintó Brígida del Río, un óleo sobre lienzo, en el año 1590. La obra presenta la Brígida, una mujer con una cara masculino. Esta personaje aparecía hasta el siglo XVI. A menudo, las barbudas son relacionadas con “la lujuria y las pésimas costumbres,” y por lo tanto, tienen “nociones demoníacas.”

#### Maddalena Ventura– Ribera
Similarmente a Brígida del Río, Maddalena Ventura también presenta a una mujer con una apariencia engañosa. En la obra, la Maddalena Ventura, una barbuda, está amamantando a un bebé. Por pintar el marido de la Maddalena en el fondo de la obra, Ribera destaca a la barbuda.

#### Hermafrodito dormido– Matteo Bonuccelli
Una escultura de bronce, Hermafrodito dormido de Bonuccelli representa el hermafrodita, el hijo de Hermes y Afrodita, tumbado. Una persona de ambos géneros, el hermafrodita tiene una expresión sexual más ambigua. Bonuccelli lo hizo en el año 1652.

#### Aquiles entre las hijas de Licomedes– P. P. Rubens
Aquiles descubierto por Ulises y Diómedes, un óleo sobre lienzo hecho entre 1617 y 1618, representa la historia de Aquiles y su apariencia engañosa. A fin de evitar su muerte en la Guerra de Troya, Aquiles disfraza como una mujer y se esconde en el corte de Rey Licomedes. Sin embargo, Ulises y Diómedes le descubren y usan su interés en las armas para revelar su identidad real.

#### Hércules y Ónfale– Antonio Dumandré
Dumandré esculpió el relieve Hércules y Ónfale de mármol en el siglo XVIII. La obra representa el héroe Hércules como el amante de Ónfale, la reina de Lidia. Hércules ha sido vendido a Ónfale como un esclavo. Por lo tanto, disfraza como una mujer no sea que alguien descubra que Ónfale le alivia de su castigo. En el relieve, Ónfale tiene una posición superior que la de Hércules, que demuestra su poder. En esta obra, los papeles de género intercambian, ya que la reina Ónfale domina sobre Hércules y su destino. 

#### Vertumno y Pomona– P. P. Rubens
El Vertumno y Pomona de Rubens es un óleo sobre tabla hecho entre 1636 y 1637. Según Metamorfosis de Ovidio, Vertumno, el dios de los estaciones, tiene que disfrazar como una vieja a fin de ganar el amor de Pomona, la diosa de la fruta. La obra de Rubens representa el momento en lo que Vertumno revele su identidad joven y masculina.

### Amar como los dioses

#### Ganímedes– Anónimo
Esta escultura de Ganímedes, el príncipe de Troya, fue hecho de mármol blanco en los diez años entre 160 y 170 en el siglo II. Como indican su ropa y la presencia del perro, Ganímedes era un pastor durante su niñez. Sobre su hombro hay un águila, que es el dios Zeus, quien asume la apariencia de un gran ave rapaz. 

#### El rapto de Ganimedes– P. P. Rubens
Otra escena de Metamorfosis de Ovidio, El rapto de Ganimedes es un óleo sobre lienzo que presenta Zeus, en la forma de un águila, secuestrando a Ganimedes a fin de que él pueda servir como su copero. En la obra, el ave es tan grande como Ganimedes, y es evidente que Zeus tiene fuerza y poder.

#### Diana y Calisto– P. P. Rubens
En esta escena de Metamorfosis, Rubens ilustra el momento antes de que las ninfas se bañen en lo que la ninfa Calisto revela que está embarazada a causa de la seducción y violación de Zeus en la forma de Diana, la diosa de la luna y la caza. Rubens pintó el óleo sobre lienzo hacia 1635. 

#### La muerte de Jacinto– P. P. Rubens
Esto óleo sobre tabla ilustra Apolo lamentando la muerte de Jacinto, una escena de libro X de Metamorfosis. El mito del amor entre Apolo y Jacinto es una representación antigua de una relación homosexual.

#### Narciso– Anónimo
Esta estatua de mármol blanco hecho entre los años 25 y 50 en el primer siglo es una réplica de algo que fue hecho en el año 400 d. C.  A lo largo de los siglos, el hombre de la obra ha sido identificado como varias figuras mitológicas, incluso Jacinto y Paris. 

### Otras Miradas

#### El Maricón de la tía Gila– Francisco de Goya
Una aguada de tinta de hollín sobre papel verjurado, El Maricón fue pintado por Francisco de Goya entre los años 1808 y 1814. En esta obra, Goya destaca una forma de ser humano que todavía no ha llegado al público. 

#### El Cid– Rosa Bonheur
El Cid, un óleo sobre lienzo de Rosa Bonheur, ilustra un león majestuoso. Ambos sus ojos y la melena brilla como si fueran de oro. La obra era revolucionaria para su tiempo debido al sujeto y la artista. La mayoría de artistas femeninas de esta época estaban pintado paisajes. Sin embargo, a Bonheur le interesaba “la energía primigenia de los animales” y la naturaleza salvaje. Además, Bonheur tiene una relación homosexual con Anna Klumpke. Era una revolucionaria puesto que llevaba pantalones, que solo era legal para los hombres – necesitaba un “permiso de travestismo” de las autoridades. Bonheur vivía sin seguir a las reglas – por eso, era libre.

## Significado
Por presentar una nueva perspectiva, La mirada del otro revela “significados que la Historia del Arte ha querido ocultar.” Anima a ambos las obras que rompe las reglas de la norma y cuenta las historias de los artistas que identificaban como, como decimos hoy, LGBTI. En una manera histórica y social, estos artistas y sus obras tenían, y ya tiene, una gran influencia. Como explica Miguel Falomir, el director del Prado, “ Somos un museo nacional público para todos que tiene la obligación de dar a todos tipos de mensajes.” De esa manera, esa acción del Prado permite a otros instituciones considerar y apoyar al movimiento LGBTI.